# Дубіш Іван Іванович
Іван Іванович Ду́біш (23 вересня 1927, Лисичово — 6 липня 2002, Київ) — український художник; член Спілки радянських художників України з 1963 року. Заслужений художник України з 1995 року.

## Біографія
Народився 23 вересня 1927 року в селі Лисичовому (тепер Хустський район Закарпатської області, Україна). З 1944 року брав участь у німецько-радянській війні, воював в Україні, Угорському королівстві, Словаччині. Нагороджений орденом Вітчизняної війни ІІ ступеня (6 квітня 1985).
Впродовж 1946—1951 років навчався в Ужгородському училищі прикладного мистецтва (викладачі Адальберт Ерделі та Йосип Бокшай). Після закінчення училища у 1951—1952 роках навчався в Київській художній школі імені Тараса Шевченка, а впродовж 1952—1958 років — в Київському художньому інституті (викладачі Михайло Хмелько, Віктор Пузирков, Георгій Меліхов). Дипломна робота — картина «На високій полонині» (керівник Карпо Трохименко). Був членом КПРС з 1962 року.
Жив у Києві, в будинку на вулиці Михайла Грушевського № 34/1, квартира № 21. Помер у Києві 6 липня 2002 року.

## Творчість
Працював в галузі станкового живопису. Писав жанрові картини, переважно із життя Закарпаття, портрети, пейзажі. Серед робіт:
- «Портрет лісоруба В. Ф. Свистака» (картон, 1949, Закарпатський художній музей)[3];
- «Прийом у комсомол» (1950—1951, Закарпатський художній музей)[3];
- «Портрет студента А. Юрова» (1950, Закарпатський художній музей)[3];
- «Геологи в Карпатах» (1952);
- «Богдан Хмельницький біля Жовтих Вод» (1953);
- «Молодий вівчар» (1958, Чернівецький краєзнавчий музей)[3];
- «Дід Олекса» (1958);
- «Надвечір'я» (1959, Івано-Франківський краєзнавчий музей)[3];
- «Молодіжна бригада» (1960, Івано-Франківський краєзнавчий музей)[3];
- «Дід Олекса» (1961);
- «Молодий Тарас Шевченко в Петербурзі» (1961);
- «Верховина» (1962);
- «Тарас Шевченко під Києвом» (1964, Національний історико-етнографічний заповідник «Переяслав»)[3];
- «Туман піднімається» (1964);
- «Автопортрет» (1966);
- «Околиця села Жорнави» (1966);
- «Захід сонця» (1966);
- «Верховинці» (1967);
- «Юнак з Верховини» (1967);
- «Погожий день у Карпатах» (1968);
- «У горах» (1969);
- «Осінній день» (1970);
- «Верховинка» (1973);
- «Надвечір» (1979);
- «Весняна зелень» (1979);
- «Зимовий день над полониною» (1979);
- «Лавра. Дзвіниця Ближніх печер» (1980);
- «Блакитний день. Весна» (1980);
- «Канівські далі» (1980);
- «Екскурсовод» (1980);
- «Обухівщина» (1981);
- «Весна» (1982);
- «Осінь» (1982);
- «Над Дніпром» (1984);
- «Горизонти Київщини» (1987);
- «Рідні простори» (1994);
- «Осінній мотив» (1996);
- «Зимові Карпати» (2001)

Брав участь в обласних виставках з 1950 року, всеукраїнських з 1957 року, всесоюзних з 1967 року. Персональні виставки відбулися у Києві у 1988 і 1996 роках.
Крім згаданих музеїв, твори художника представлені вв Закарпатському краєзнавчому музеї, Канівському музеї Тараса Шевченка, в приватних зібраннях в Україні та за її межами.